# نيلتون فيريرا جونيور
نيلتون فيريرا جونيور (بالبرتغالية: Nílton Ferreira Júnior‏) (21 أبريل 1987 في البرازيل – )؛ هو لاعب كرة قدم كان يلعب كلاعب وسط.

## وصلات خارجية
- نيلتون فيريرا جونيور على موقع رابطة كرة القدم اليابانية للمحترفين (اليابانية)
- نيلتون فيريرا جونيور على موقع إي إس بي إن إف سي (الإنجليزية)
- نيلتون فيريرا جونيور على موقع قاعدة بيانات كرة القدم.إي يو (الإنجليزية)
- نيلتون فيريرا جونيور على موقع Soccerway.com (الإنجليزية)
- نيلتون فيريرا جونيور على موقع عالم كرة القدم.نت (الإنجليزية)
- نيلتون فيريرا جونيور على موقع AS.com (الإسبانية)